# Brits Hongkong
De benaming Brits Hongkong (Engels: British Hong Kong) verwijst naar Hongkong in de periode van 1841 tot 1997. Hongkong behoorde in die tijd bij het Verenigd Koninkrijk.

## Geschiedenis
Het eiland Hongkong werd tijdens de Eerste Opiumoorlog, op 20 januari 1841, door de Britten veroverd. Bij het Verdrag van Nanking in 1842 werd het Chinese Keizerrijk gedwongen om het eiland aan het Verenigd Koninkrijk af te staan. Hongkong werd een Britse kroonkolonie en op het eiland werd Victoria City gesticht. Na een Engelse, Amerikaanse en Franse overwinning in de Tweede Opiumoorlog in 1860 werd de kolonie uitgebreid met een deel van het schiereiland Kowloon en het eiland Stonecutters, conform de Conventie van Peking van 1860. Vervolgens kregen de Britten bij de Tweede Conventie van Peking (1898) middels kanonneerbootpolitiek een groter deel van Kowloon, het eiland Lantau en diverse kleinere eilanden in bezit. Deze gebieden staan bekend als de New Territories.
In de daaropvolgende decennia groeide Hongkong door zijn status van vrijhaven uit tot een belangrijke internationale handelsstad en trok het veel migranten uit China en Europa, waardoor de stad sterk groeide. Hongkong had 24.000 inwoners in 1848, ruim een half miljoen in 1916, 1,6 miljoen in 1941 en 6,3 miljoen in 1995. Tijdens de Tweede Wereldoorlog stond Hongkong onder Japanse bezetting.
Na de oorlog groeide de onzekerheid over de politieke en economische toekomst van de stad. In 1997 zou de Britse lease van de New Territories verstrijken, terwijl alle andere, eerder verkregen gebieden, voor onbepaalde tijd aan de Britten waren afgestaan. Alle gebieden waren echter inmiddels sterk met elkaar geïntegreerd. Bovendien had Hongkong een kapitalistische economie naar westers model, terwijl China een communistische staat was geworden. 
Onderhandelingen tussen de Volksrepubliek China en het Verenigd Koninkrijk verliepen zeer moeizaam en sleepten een aantal jaren voort. Dat de Chinese leider Deng Xiaoping dreigde de Britse premier Margaret Thatcher in 1982 tijdens bilaterale onderhandelingen in Peking tussen de twee met een militaire ingrijpen om Hongkong in te lijven als de kolonie niet binnen afzienbare tijd werd overgedragen aan China, werd jaren later onthuld. De Britse premier Margaret Thatcher probeerde de hulp in te schakelen van de Amerikaanse president Ronald Reagan in een poging om de kolonie te behouden. De Amerikanen weigerden zich in de zaak te mengen en dus was Thatcher gedwongen om de kolonie aan de Chinezen te overhandigen. De onderhandelingen leidden uiteindelijk in 1984 tot een overeenkomst dat Hongkong in 1997 in zijn geheel aan de Volksrepubliek China zou worden overgedragen, maar dat het voor een periode van minimaal 50 jaar (1997 tot 2047) een speciale status zou houden met eigen wetten, een eigen politiek systeem en een eigen economie (onder het mom van 'één land, twee systemen'). Zodoende werd Hongkong op 30 juni 1997 een Speciale bestuurlijke regio van de Volksrepubliek China en kwam de periode van ruim 150 jaar Brits koloniaal bestuur ten einde.

## Bestuur
Hongkong was een Britse kroonkolonie onder het bestuur van een gouverneur. Deze gouverneur had vrijwel alle macht en werd door de Britse Kroon benoemd zonder democratische inspraak. Pas in de jaren 1980 kwam er enige vorm van gekozen vertegenwoordiging in de vorm van een gekozen adviesorgaan. In 1981 werden de toenmalige Britse kolonies, en dus ook Hongkong, hernoemd tot Britse afhankelijke gebieden (British Dependent Territories).

### Koloniale Gouverneurs 1843-1997
Voor de overdracht van Hongkong aan China werd de stad vooral door Britten bestuurd. Pas in de jaren 80 en 90 konden Chinezen zich mengen in diverse posten in de overheid.
Het staatshoofd was de Britse koning(in) maar de bestuurlijke macht lag bij de door de kroon aangestelde gouverneur. De allereerste gouverneur was Sir Henry Pottinger. Hij bestuurde tussen juni 1843 en mei 1844. Behalve gouverneur was Pottinger ook het hoofd van de Engelse legerbasis in Hongkong.
In totaal bekleedden 28 personen deze positie:
1. Sir Henry Pottinger (juni 1843 - mei 1844)
2. Sir John Francis Davis (mei 1844 - mei 1848)
3. Sir Samuel George Bonham (mei 1848 - april 1854)
4. Sir John Bowring (april 1854 - maart 1859)
5. Sir Hercules Robinson (september 1859 - maart 1865)
6. Sir Richard Graves Macdonnell (maart 1866 - april 1872)
7. Sir Arthur Edward Kennedy (april 1872 - maart 1877)
8. Sir John Pope Hennessy (april 1877 - maart 1882)
9. Sir George Ferguson Bowen (maart 1883 - december 1885)
10. Sir George William Des Voeux (oktober 1887 - mei 1891)
11. Sir William Robinson (december 1891 - februari 1892)
12. Sir Henry Arthur Blake (november 1898 - november 1903)
13. Sir Matthew Nathan (juli 1904 - april 1907)
14. Sir Frederick Lugard (juli 1907 - maart 1912)
15. Sir Francis Henry May (juli 1912 - 1918 (maand onbekend))
16. Sir Reginald Edward Stubbs (september 1919 - oktober 1925)
17. Sir Cecil Clementi (november 1925 - februari 1930)
18. Sir William Reel (mei 1930 - mei 1935)
19. Sir Andrew Galdecott (december 1935 - april 1937)
20. Sir Geoffry Alexander Stafford Northcote (oktober 1937 - juni 1941)
21. Sir Mark Aitchison Young (september 1941 - juni 1947)
22. Sir Alexander William George Herder Grantham (juli 1947 - december 1957)
23. Sir Robert Brown Black (januari 1958 - april 1964)
24. Sir David Clive Crosbie Trench (april 1964 - oktober 1971)
25. Sir Crawford Murray Maclehose (november 1971 - mei 1982)
26. Sir Edward Youde (mei 1982 - december 1986)
27. Sir David Wilson (april 1987 - februari 1992)
28. Mr. Christopher Patten (juli 1992 - 30 juni 1997)

Vooral Sir Crawford Murray Maclehose (de 25e gouverneur) heeft een grote indruk nagelaten op de stad. Hij voerde de negen jaar gratis onderwijs in, stemde in voor de bouw van hoge woonflats om de leefomstandigheden te verbeteren en stichtte de ICAC (vergelijkbaar met de FIOD), zodat corrupte ambtenaren, politiehoofden en andere corrupte mensen opgespoord, opgepakt en berecht kunnen worden.
De laatste gouverneur Chris Patten, later nog Europees commissaris en van 2011 tot 2014 voorzitter van de BBC Trust, woonde met prins Charles de overdracht op 1 juli 1997 bij, waarna beiden vanuit Victoria Harbour terug naar het Verenigd Koninkrijk voeren met de HMY Britannia, een schip dat daarmee ook haar allerlaatste opdracht voltooide.
Veel straten in Hongkong dragen de naam van vroegere gouverneurs. Verder zijn verscheidene gezondheidcentra, klinieken en ziekenhuizen (of een deel ervan) naar hen vernoemd en sommige wandelroutes dragen ook hun naam. Zo kent Hongkong de Wilson Trail en de MacLehose Trail.